# Елена Нассауская
Елена Вильгельмина Генриетта Нассау-Вейльбургская (нем. Helene Wilhelmine Henriette von Nassau-Weilburg; 12 августа 1831, Висбаден — 27 октября 1888, Пирмонт) — принцесса Нассау-Вейльбургская, в замужестве княгиня Вальдек-Пирмонтская.

## Биография
Елена — дочь герцога Вильгельма Нассауского и его второй супруги Паулины Вюртембергской.
26 сентября 1853 года принцесса Елена вышла замуж за князя Георга Виктора Вальдек-Пирмонтского. У супругов родилось семеро детей — шесть дочерей и один сын. Одна из дочерей — Эмма — стала королевой и регентом Нидерландов. Старшая дочь София умерла в 1869 году в возрасте 15 лет от туберкулёза.

## Потомки
- София (1854—1869)
- Паулина (1855—1925), замужем за князем Алексисом Бентгейм-Штейнфуртским, 8 детей
- Мария (1857—1882), замужем за принцем Вильгельмом, будущим королём Вюртемберга, 3 детей
- Эмма (1858—1934), королева и регент Нидерландов, 1 дочь
- Елена (1861—1922), замужем за герцогом Олбани Леопольдом, 2 детей
- Фридрих (1865—1946), последний правящий князь Вальдек-Пирмонта, 4 детей
- Елизавета (1873—1961), замужем за князем Александром Эрбах-Шёнбергским, 4 детей